# Breux-Jouy
Breux-Jouy település Franciaországban, Essonne megyében. Lakosainak száma 1283 fő (2022. január 1.). Breux-Jouy Breuillet, Saint-Chéron, Saint-Sulpice-de-Favières, Saint-Yon és Souzy-la-Briche községekkel határos.

## Népesség
A település népességének változása:
| Lakosok száma | 1239 | 1248 | 1258 | 1245 | 1249 | 1290 | 1280 | 1281 | 1283 |
|               | 2013 | 2015 | 2016 | 2017 | 2018 | 2019 | 2020 | 2021 | 2022 |